# Kendija Aparjode
Kendija Aparjode (* 24. Dezember 1996 in Sigulda) ist eine lettische Rennrodlerin.
Kendija Aparjode ist Tochter der ehemaligen olympischen Rennrodlerin Lettlands, Aiva Aparjode. Auch ihr jüngerer Bruder Kristers Aparjods ist ein Weltklasserodler. Trainiert wurde sie zunächst von ihrer Mutter, mittlerweile von Kaspars Dumpis. Sie besuchte das Murjāņu sporta ģimnāzija.

## Karriere

### Rennrodeln

#### Juniorenbereich
Aparjode bestritt ihr erstes internationales Rennen Ende Januar 2013 bei einem Nationencup in ihrer Heimat Sigulda, bei dem sie 23. wurde und damit die Qualifikation für das Hauptrennen im Weltcup um zwei Ränge verpasste. Dennoch gewann sie damit elf Punkte für den Gesamtweltcup und schloss diesen damit als 51. ab. Danach gab sie ihr Debüt im Weltcup der A-Jugend und wurde in Oberhof Achte, Fünfte in Igls und nochmals Achte in Winterberg. Mit 139 Punkten wurde sie bei nur der Hälfte der möglichen Rennen 12. der Gesamtwertung. In der Saison darauf nahm sie an allen Rennen der Serie statt und konnte sich abgesehen von einem zwölften Rang auf der Kunsteisbahn Königssee immer auf einstelligen Rängen platzieren. In Sigulda erreichte sie erstmals das Podium und musste sich nur Olessja Michailenko geschlagen geben. In der abschließenden Gesamtwertung belegte Aparjode mit 273 Punkten Rang sechs. Zudem nahm sie an ihren ersten Juniorenweltmeisterschaften 2014 in Igls teil und wurde 23.
Zur Saison 2014/15 trat Aparjode zum Saisonauftakt in Igls im Weltcup an und wurde im Nationencup 14. womit sie sich erstmals für das Hauptrennen qualifizierte, das sie als 19. beendete. Es blieb der letzte Einsatz für diese Saison. Sowohl in der Gesamtwertung des Nationencups als auch in der des Weltcup beschloss sie die Saison mit 28 beziehungsweise 22 Punkten 41. Die Juniorenweltmeisterschaften 2015 in Lillehammer beendete sie als 13. Danach trat sie wieder im Junioren-Weltcup an und wurde in Oberhof Neunte. Es war zugleich die Junioreneuropameisterschaften 2015, in dessen Wertung sie Achte wurde. Im Teamstaffelrennen belegte sie gemeinsam mit ihrem Bruder und dem Doppel Kristens Putins & Kārlis Krišs Matuzels den Silberrang hinter dem russischen Team. Im nächsten Rennen in Igls wurde Aparjode 15. Mit 65 Punkten beendete sie die Rennserie nach nur zwei Einsätzen als 20. der Gesamtwertung. Zum Saisonhöhepunkt wurden die Weltmeisterschaften 2015 im heimischen Sigulda, bei denen sie 26. wurde.
Auch in der Saison 2015/16 startete Aparjode sowohl im Juniorinnen- als auch im Weltcup der Frauen. Zum Saisonbeginn in Sigulda wurde sie Dritte und musste sich einzig den Russinnen Olesya Mikhaylenko und Lilija Burmistrova geschlagen geben. Weitere Top-Ten-Ergebnisse folgten in Königssee (7.), Igls (10.), Altenberg (5.) und Oberhof (4.). Das Rennen in Altenberg waren zugleich die Junioreneuropameisterschaften 2016, bei denen sie auch Fünfte wurde. Bei den Juniorenweltmeisterschaften 2016 in Winterberg fuhr Aparjode auf den neunten Platz. In Altenberg startete sie danach bei den Frauen im Weltcup und wurde 18. Es waren zugleich die Europameisterschaften 2016, in dessen Wertung sie Lettin den 13. Platz belegte. Auch beim nächsten Weltcuprennen in Winterberg wurde Aparjode 18. Mit 46 Punkten belegte sie in der Gesamtwertung des Weltcups den 34. Platz.

#### Auf dem Weg in die Weltspitze
Seit der Saison 2016/17 tritt Aparjode nicht mehr bei den Juniorinnen, sondern nur noch bei den Frauen an. In Winterberg verpasste sie als 28. des Nationencups knapp das Weltcuprennen. Nachdem sie anschließend drei Rennen nicht zum Einsatz gekommen war, wurde sie für den Weltcup in Königssee, der zugleich die Junioreneuropameisterschaften war, nominiert. Im Nationencuprennen verpasste sie als 13. um einen Rang das Hauptrennen. Im Rahmen der EM belegte sie dennoch Rang 18. Das folgende Rennen in Sigulda brachte einen dritten Rang hinter Wiktorija Demtschenko und Martina Kocher im Nationencup, das anschließende Weltcuprennen beendete sie als 17. Es blieb das beste Saisonergebnis, in der Gesamtwertung des Weltcups wurde sie mit 89 Punkten 30., im Nationencup mit 216 Punkten Elfte. Höhepunkt der Saison waren die Weltmeisterschaften 2017 in Igls. Aparjode wurde 20., in der separaten Wertung der U-23-Weltmeisterschaft Achte.

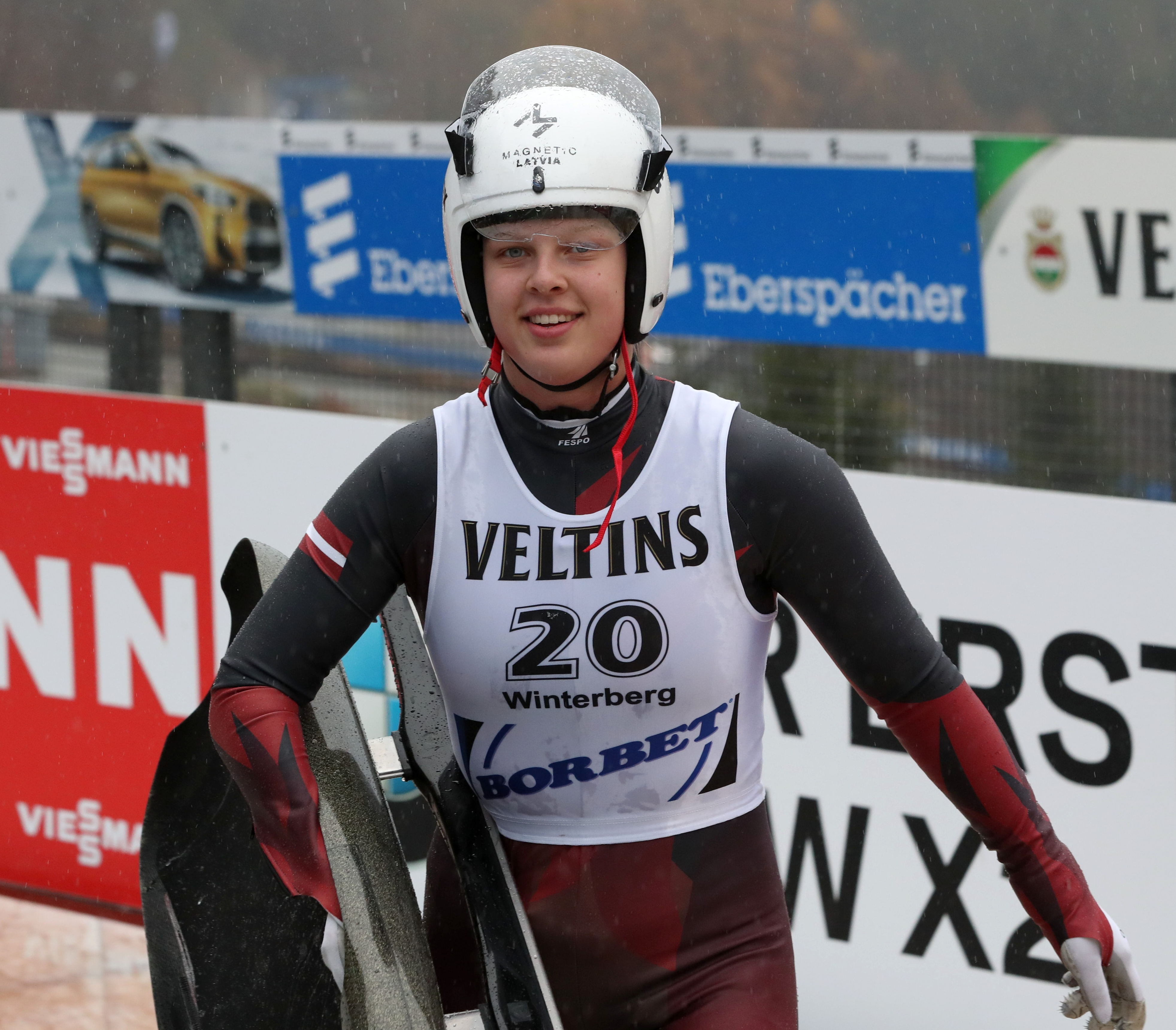
Aparjode im Ziel beim Nationencuprennen 2017 in Winterberg

Die Saison 2017/18 brachte eine stetige Leistungssteigerung. Aparjode begann die Saison mit einem schwachen 42. Platz im Nationencuprennen bin Igls. Schon im zweiten Saisonrennen schaffte sie es wieder sich als 12. des Nationencuprennens für das Weltcuprennen zu qualifizieren, in dem sie den 19. Platz belegte. Auch danach gelang durchweg die Qualifikation für die Weltcuprennen, in der Gesamtwertung des Nationencups wurde die Lettin Zehnte. In Lillehammer konnte Aparjode als Zehnte erstmals die Top-Ten-Ränge im Weltcup erreichen. Damit qualifizierte sie sich erstmals für ein Sprintrennen, das sie als Fünfte beendete. Der endgültige Durchbruch in die Weltspitze erfolgte bei den Heimrennen in Sigulda. Als 12. des Einzelrennens konnte sie sich erneut für das Sprintrennen qualifizieren, bei dem sie nur von Tatjana Iwanowa und Natalie Geisenberger geschlagen geben musste und ihre erste Podiumsplatzierung erreichte. Mit 311 Punkten war sie am Ende der Saison 18. der Gesamtwertung. Im Teamstaffelrennen erreichte sie mit Inārs Kivlenieks sowie dem Doppel Andris Šics & Juris Šics ebenso den dritten Platz. Die Rennen in Lillehammer waren zugleich die Europameisterschaften 2018, in deren Rahmen Aparjode die Bronzemedaillen im Sprintrennen sowie mit der Teamstaffel gewann. Im Einzelrennen wurde sie Fünfte. Zum bisherigen Karrierehöhepunkt wurden am Ende der Saison die Olympischen Winterspiele 2018 von Pyeongchang. Die Lettin wurde bei ihren ersten Spielen 22.

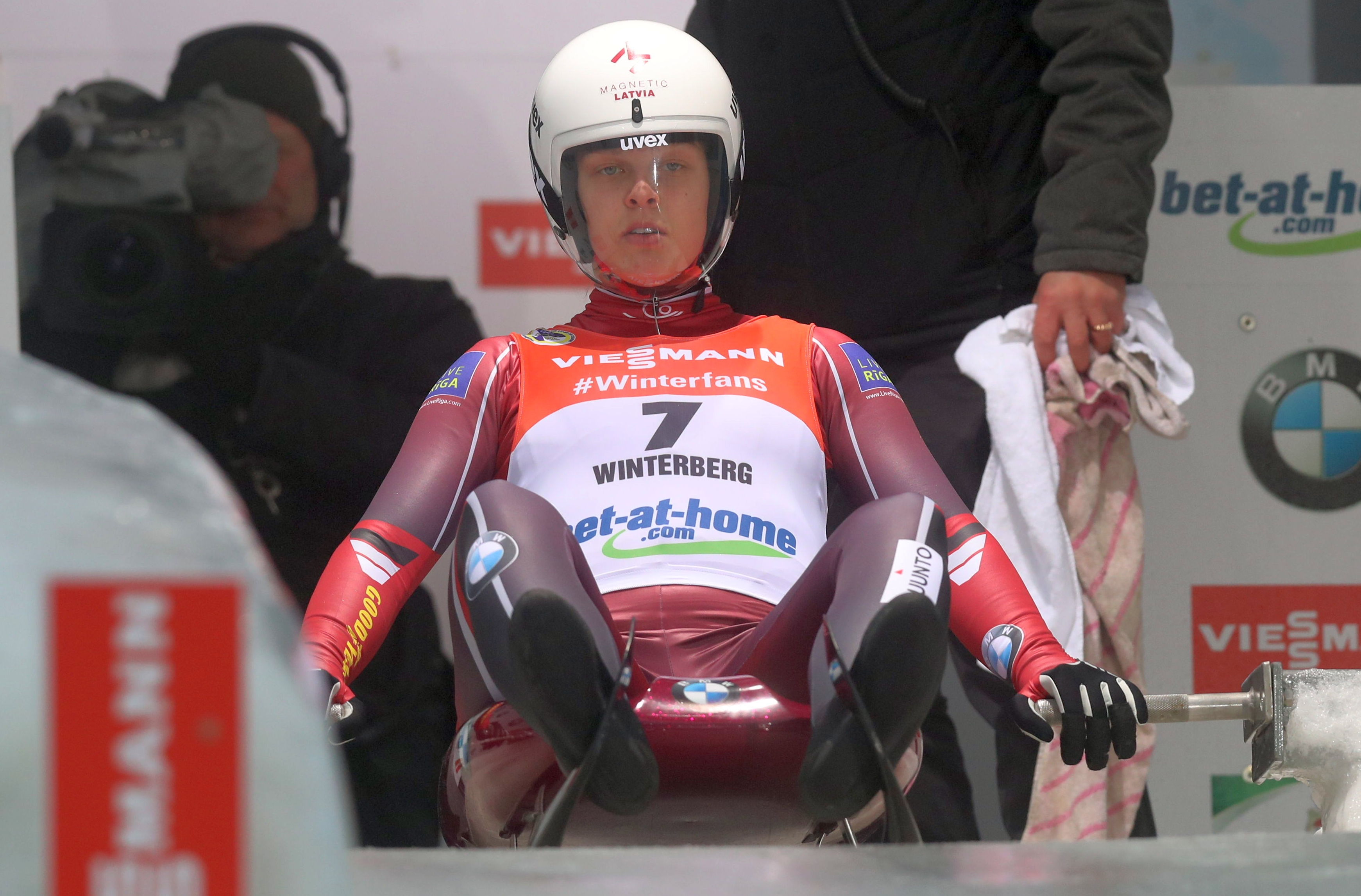
Aparjode am Start bei den Weltmeisterschaften 2019 in Winterberg

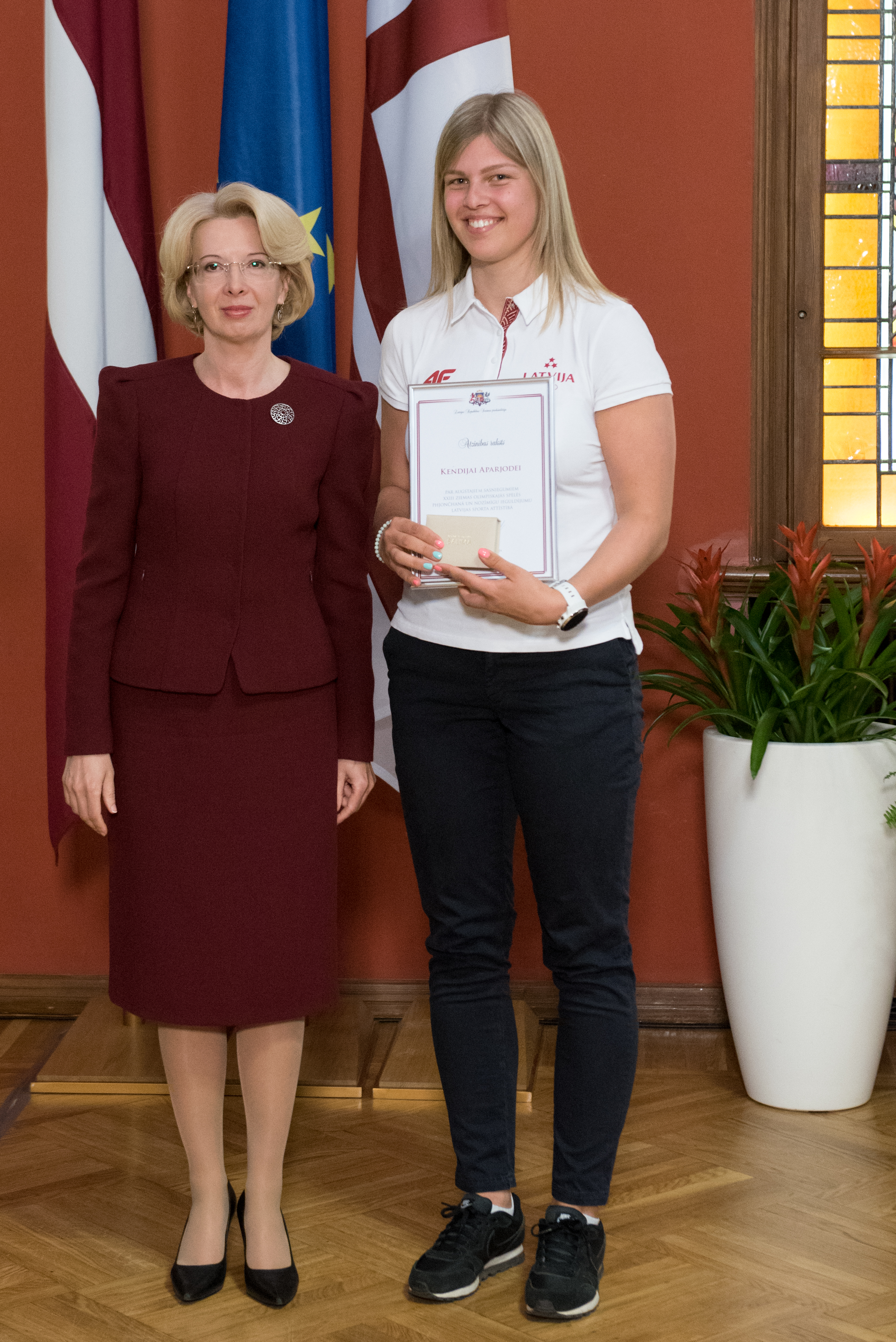
Aparjode mit Parlamentspräsidentin Ināra Mūrniece beim Staatsempfang für die lettischen Olympioniken 2018

Auch nach der Vorsaison ging Aparjodes Entwicklung stetig weiter. Der Saisonauftakt startete mit einem neunten Rang im Einzel und Platz elf im Sprint von Igls. Weitere gute Resultate folgten mit Rang sieben in Whistler und neun in Königssee. In Sigulda gewann sie zunächst das Nationencuprennen. Anschließend wurde sie Fünfte des Einzelrennens, womit sie sich als beste Lettin auch für das Sprintrennen qualifizierte. In diesem konnte sie mit ihrem Bruder sowie dem Doppel Oskars Gudramovičs & Pēteris Kalniņš den ersten lettischen Weltcupsieg überhaupt erreichen. Es folgten die Weltmeisterschaften 2019 in Winterberg. Zunächst wurde Aparjode Elfte des Sprintwettbewerbs, in ihrem Einzelrennen stürzte sie. Die Europameisterschaften 2019 in Oberhof beendete die als 15. Zum Saisonfinale konnte die Lettin erneut ihre Klasse unter Beweis stellen, als sie in Sotschi sowohl im Sprint als auch im Einzelrennen Vierte wurde und mit der Teamstaffel mit ihrem Bruder und den Šics-Brüdern hinter Russland und Deutschland den dritten Platz belegte.

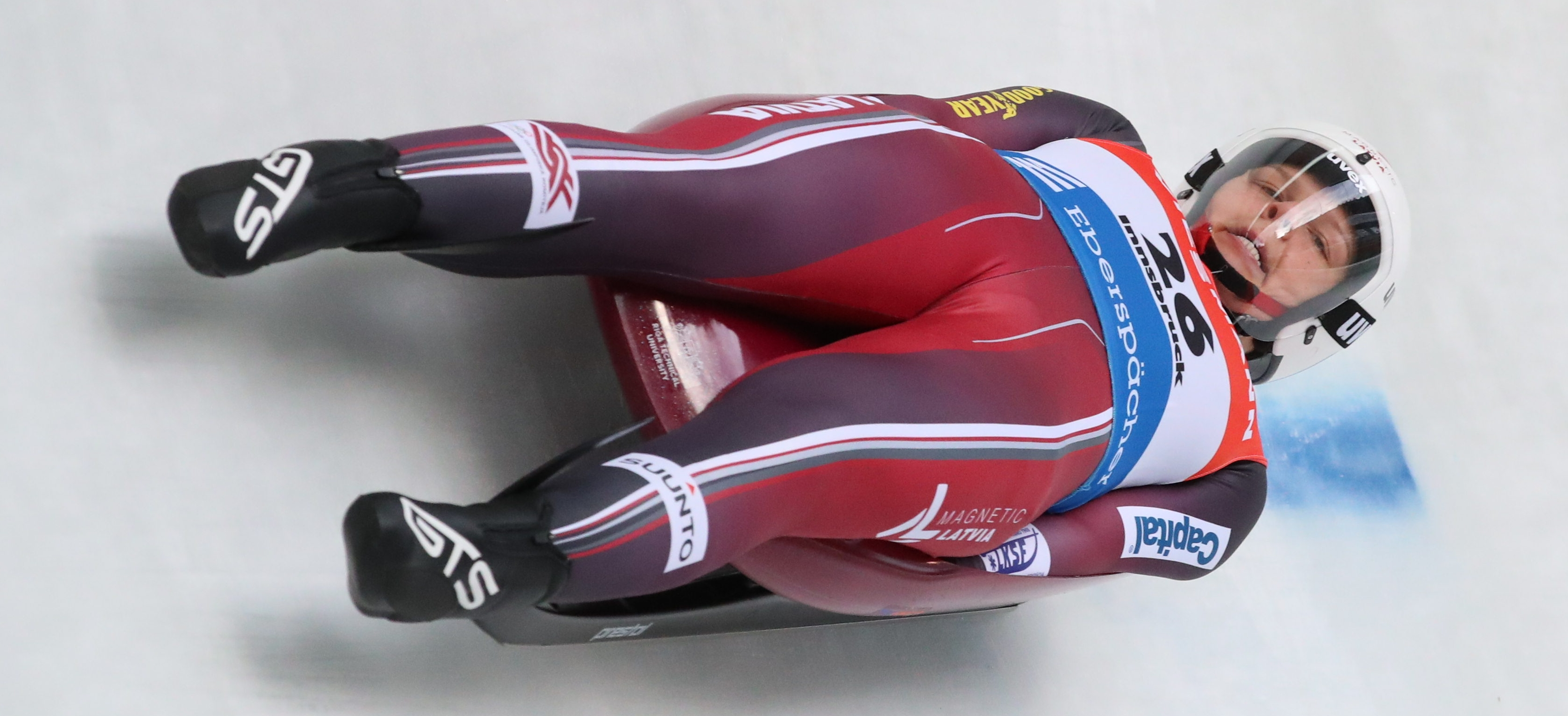
Aparjode beim Saisonauftakt im Weltcup 2019 in Igls

Die Saison 2019/20 begann für Aparjode mit einem schwächeren Auftritt in Igls. Das erste Rennen der Saison beendete sie als 27. Schon auf der nächsten Weltcupstation in Lake Placid konnte sie sich wieder stark verbessern und wurde im Einzel 12., im Sprintrennen Zehnte; in Whistler ginge es ähnlich weiter (elf und zehn). In Altenberg folgte mit fünften Rängen im Einzel wie auch mit der Staffel wieder Top-Platzierungen. Bei den Europameisterschaften 2020 in Lillehammer wurde sie Neunte. Der Heimweltcup in Sigulda brachte einen elften Platz im Einzelrennen und den vierten Rang im Sprint. In Oberhof wurde sie Sechste des Einzels und mit ihrem Bruder und den Šics-Brüdern erneut Dritte des Teamstaffelrennens. Bei den Weltmeisterschaften 2020 in Sotschi verpasste Aparjode als Viertplatzierte knapp ihre erste internationale Einzelmedaille. Im Sprint wurde sie Sechste. Im Staffelrennen gewann sie – erneut mit ihrem Bruder und den Šics-Brüdern – die Silbermedaille hinter dem deutschen Team und erreichte damit ihren bislang größten internationalen Erfolg. Mit 457 Punkten wurde sie Achte im Gesamtweltcup und war damit erstmals beste Lettin, da sie Elīza Cauce um einen Punkt auf den neunten Rang verwies.
Zum Auftakt in die durch die COVID-19-Pandemie eingeschränkte Saison 2020/21 startete Aparjode in Igls und verpasste dort im ersten Rennen als Elfte noch knapp die Top 10. Im anschließenden Sprintrennen erreichte sie den zehnten Platz, zudem wurde sie mit ihrem Bruder und dem Nachwuchsdoppel Mārtiņš Bots und Roberts Plūme in der Teamstaffel Vierte. Beim folgenden Weltcup in Altenberg wurde sie Siebte und gewann in der Teamstaffel mit ihrem Bruder und Šics/Šics die Bronzemedaille. Bei der Weltcupstation Oberhof I folgte mit Platz 3 im Einsitzer die beste Saisonleistung. Danach zeigte die Formkurve deutlich nach unten, bei den Europameisterschaften 2021 auf der Heimbahn in Sigulda stürzte sie; einzig im Sprint in Winterberg reichte es noch zu einer Top-10-Platzierung vor dem Saisonhöhepunkt – den Weltmeisterschaften 2021 am Königssee. Dort fuhr sie im Sprint auf Platz 13, in der klassischen Disziplin wurde sie Achte und mit der Teamstaffel um Artūrs Dārznieks und Šics/Šics gewann sie die Bronzemedaille. Beim Weltcupfinale in St. Moritz–Celerina führte sie beim vom Schneefall stark beeinflussten Rennen nach dem ersten Lauf, erwischte während ihres zweiten Laufes jedoch äußerst widrige Bedingungen und fiel auf den sechsten Platz zurück, während ihre Teamkollegin Elīna Ieva Vītola sich den Sieg sichern konnte. In der Gesamtweltcupwertung wurde sie Neunte, musste Elīza Tīruma den Vortritt als lettische Nummer eins lassen.

### Orientierungslauf
Neben dem Rodelsport betreibt Aparjode auch Orientierungslauf. Sie nahm hier an den Juniorenweltmeisterschaften 2015 in Rauland teil. Sie wurde sowohl im Distanz- als auch im Sprintrennen 90. Mit der lettischen Staffel kam sie auf Platz 15.

## Erfolge

### Weltcupsiege
Teamstaffel
| Nr. | Datum         | Ort     | Bahn                           |
| --- | ------------- | ------- | ------------------------------ |
| 1.  | 13. Jan. 2019 | Sigulda | Rennrodel- und Bobbahn Sigulda |